# Muzeum Archeologiczno-Etnograficzne w Surażu
Muzeum Archeologiczno-Etnograficzne w Surażu – prywatne muzeum z siedzibą w Surażu (powiat białostocki). Placówka jest prowadzona przez Wiktora Litwińczuka jako przedsięwzięcia jego ojca, Władysława Litwińczuka, zmarłego w 1992 roku.
Początki muzealnej kolekcji sięgają 1936 roku, kiedy to Władysław Litwińczuk wyorał obrobiony kamień, który okazał się toporkiem z epoki neolitu. W wyniku znaleziska na terenie Suraża przeprowadzono wykopaliska archeologiczne, którymi kierowali dr Józef Jodkowski – założyciel Muzeum Historyczno-Archeologicznego w Grodnie oraz hrabia Franciszek Potocki. Większość z odkrytych eksponatów trafiła do grodzieńskiego muzeum, część jednak znalazła się w kolekcji Władysława Litwińczuka.

Po II wojnie światowej Władysław Litwińczuk kontynuował powiększanie kolekcji. W 1962 roku udostępnił je na zorganizowanej wystawie, natomiast w 1986 roku zostało otwarte muzeum, znajdujące się w prywatnym domu kolekcjonera.
W zbiorach muzeum znajdują zabytki pochodzące z okolic Suraża oraz z doliny Narwi. Wśród eksponatów zobaczyć można m.in.:
- wykopaliska archeologiczne, pochodzące z neolitu: narzędzie myśliwskie, broń oraz przedmioty codziennego użytku,
- militaria pochodzące z okresu od wczesnego średniowiecza po lata I i II wojny światowej,
- krzyże i płyty nagrobne (prawosławne, katolickie i tatarskie),
- skamieliny oraz czaszki wymarłych zwierząt,
- dawne przedmioty codziennego użytku oraz zabytki techniki,
- numizmaty, dokumenty, mapy oraz meble.

Muzeum jest placówką całoroczną, czynną codziennie.